# エフエムたまな
株式会社エフエムたまなは、熊本県玉名市、玉名郡南関町、玉東町、長洲町、鹿本郡植木町（現・熊本市北区）の各一部地域を放送区域とする超短波放送（FM放送）をしていた一般放送事業者（現・民間特定地上基幹放送事業者）である。
ほっとラジオの愛称でコミュニティ放送をしていた。

## 概要
1998年（平成10年）に熊本県3番目のコミュニティ放送局として開局した。
沿革
- 1997年（平成9年）
  - 7月1日 - 株式会社エフエムたまな設立
  - 11月26日 - 放送局（現・特定地上基幹放送局）の予備免許取得
- 1998年（平成10年）
  - 2月12日 - 放送局の免許取得
  - 2月22日 - 開局
- 2006年（平成18年）
  - 4月17日 - 取締役会が4月30日での廃止を決定
  - 4月30日 - 放送終了・廃局

## 開局・廃局の背景
エフエムたまなは、玉名市内の有力企業である浦島海苔が設立50周年記念事業として同市内におけるコミュニティ放送を計画し誕生したものである。このような経緯から、局舎は浦島海苔の敷地内に置かれ、資本も浦島海苔グループを筆頭に玉名市内の企業、金融機関等が出資していた（熊本県内のコミュニティ放送局では唯一の純民間資本であり、また他マスコミからの出資も受けていなかった）。代表取締役も浦島海苔の役員が兼任していた。
熊本県内でFM791、かっぱFMに続き3番目に開局した。
他都市と同様に、エフエムたまなでも自治体広報番組の放送により収入を得ることを計画していたが、当時浦島海苔の社長が玉名市長であったこと、さらには玉名市が人口規模のはるかに大きい熊本市よりも多くの広報費を予定していたことなどから「広報費の私物化である」との批判があがり問題となった（マスコミ資本がなかったことから批判にさらされやすかったものとも考えられる）。この問題により、浦島海苔出身の代表取締役は辞任し、のちに行われた玉名市長選挙にも大きな影響を与えた。
このような中、都市規模が小さいために収入面では苦戦しながらも地元密着型の放送局として支持を得てきた。しかし慢性的な赤字体質が改善できなかったこと、財政再建のため玉名市からの広報費が落ち込んだこと、さらには母体である浦島海苔が2004年（平成16年）に民事再生法の適用を申請したなどことから経営続行を断念し、2006年4月30日24時をもって停波・廃局した。

## 自社製作の番組
- ぐるぐる764（月 - 金）
- よか朝ねっと（月 - 金）
- 日刊たまな（月 - 木）
- ぐるぐる764（月 - 木）
- はな(KIN)NAVI（金）
- 週刊たまな（金）
- リクエストG-I（土）

## 自社製作以外の番組
自社制作の時間帯以外はJ-WAVEの再送信をしていた。閉局により熊本県内でのJ-WAVE再送信局はなくなった。
実施時間（平日）
- BOOM TOWN（9:00 - 11:30）
- RENDEZ-VOUS（14:00 - 16:30）
- Jam the WORLD～J-WAVE LOUNGE（20:00 - 翌日5:00）

実施時間（週末）
- 土曜は15:00 - 17:00以外、日曜は9時台・17時台以外の時間帯で実施していた。